# Cathay
Cathay és una població dels Estats Units a l'estat de Dakota del Nord. Segons el cens del 2000 tenia 56 habitants.

## Demografia
Segons el cens del 2000, Cathay tenia 56 habitants, 21 habitatges, i 14 famílies. La densitat de població era de 120,1 hab./km².
Dels 21 habitatges en un 28,6% hi vivien nens de menys de 18 anys, en un 61,9% hi vivien parelles casades, en un 4,8% dones solteres, i en un 33,3% no eren unitats familiars. En el 33,3% dels habitatges hi vivien persones soles el 14,3% de les quals corresponia a persones de 65 anys o més que vivien soles. El nombre mitjà de persones vivint en cada habitatge era de 2,67 i el nombre mitjà de persones que vivien en cada família era de 3,43.
Per edats la població es repartia de la següent manera: un 28,6% tenia menys de 18 anys, un 3,6% entre 18 i 24, un 19,6% entre 25 i 44, un 30,4% de 45 a 60 i un 17,9% 65 anys o més.
L'edat mediana era de 44 anys. Per cada 100 dones de 18 o més anys hi havia 73,9 homes.
La renda mediana per habitatge era de 35.625 $ i la renda mediana per família de 37.917 $. Els homes tenien una renda mediana de 21.607 $ mentre que les dones 23.750 $. La renda per capita de la població era de 15.126 $. Entorn del 5,3% de les famílies i l'11,4% de la població estaven per davall del llindar de pobresa.

## Poblacions més properes
El següent diagrama mostra les poblacions més properes.